# イベロ・ロマンス語
イベロ・ロマンス語（イベロ・ロマンスご、Ibero-Romance）は、ロマンス諸語の中の一分類であり、基本的にはイベリア半島で使用されるロマンス語を表す。歴史的経緯からアラビア語の極めて強い影響下にあり、とりわけアンダルシア・スペイン語は最もアラビア語要素が強い。カタルーニャ語はオック語との関係が深く、ガロ・ロマンス語の特徴も持ち、ガロ・ロマンス語に分類されることも多い。また、アラゴン語も地理的に、近いガロ・ロマンス語との共通点を多く持つ。

## 含まれる言語

### スペイン語（イベリア中央部）
- カスティーリャ語（いわゆるスペイン語）
- アンダルシア方言
- ユダヤ・スペイン語

### アストゥリアス・レオン語（イベリア北西部）
- アストゥリアス語
- レオン語
- エストレマドゥーラ語
- ミランダ語

### ガリシア・ポルトガル語（イベリア西部）
- ガリシア語（北部）
- ポルトガル語（中央・南部）

## 含む場合がある言語（議論のある言語）

### カタルーニャ語
- バレンシア語